# Никола Диамандиев
Вижте пояснителната страница за други личности с името Диамандиев.
Никола Диамандиев е български революционер и търговец от Македония.

## Биография
Никола Диамандиев е роден в Охрид, тогава в Османската империя. Занимава се с търговия и се установява в град Черна вода, където е разпространител на много от творбите на Георги Раковски.
След Берлинския конгрес Никола Диамандиев взема активно участие в подготовката и провеждането на Кресненско-Разложкото въстание от края на 1878 и началото на 1879 година. В разгара на въстаническите боеве по инициатива на Натанаил Охридски и въстаническото ръководство е изпратена една делегация в Учредителното събрание в Търново, в която участва и Диамандиев. Нейната задача била да изрази горещото желание на всички българи от Македония за обединение с България, но мисията завършва без успех.